# Brigadeiro
Le brigadeiro est une confiserie brésilienne chocolatée dont les origines remonteraient, selon les sources, aux années 1940 ou au XIXe siècle,.

## Origine
Eduardo Gomes (pt) était un officier supérieur (avec le rang de brigadeiro, « brigadier » en français) de l'armée de l'air brésilienne en 1945, lorsqu'il s'est présenté aux élections présidentielles. Afin de récolter des fonds, il aurait organisé des fêtes lors desquelles des électrices auraient eu l'idée de vendre ces confiseries produites avec des moyens disponibles en temps de guerre (lait condensé sucré pour remplacer le lait et le sucre, par exemple). Les confiseries auraient alors reçu le nom de brigadeiro, pour accroître la visibilité du candidat.
Il semblerait toutefois que cette douceur ait existé préalablement, dès le XIXe siècle,, lors de l'introduction massive du lait concentré sucré au Brésil.
Une troisième version soutient l'hypothèse que cette confiserie qui ne contient pas d'œufs aurait reçu le nom de brigadeiro pour se moquer d'un brigadier qui aurait été blessé à l'entrejambe.

## Ingrédients
Le brigadeiro est une sorte de truffe composée de lait condensé sucré, de beurre et de cacao, roulée dans des éclats de chocolat. Plusieurs versions existent, notamment en version « blanche », sans cacao.

## Préparation
Mettre le lait condensé dans une casserole avec le chocolat en poudre et le beurre. Remuer sans s'arrêter, à feu doux, jusqu'à ce qu'on puisse apercevoir le fond de la casserole (environ 10 minutes). Enlever la casserole du feu, verser le contenu dans un récipient graissé et laisser refroidir complètement. Former de petites boules avec les mains et les rouler dans des éclats ou granulés de chocolat

### Autres images

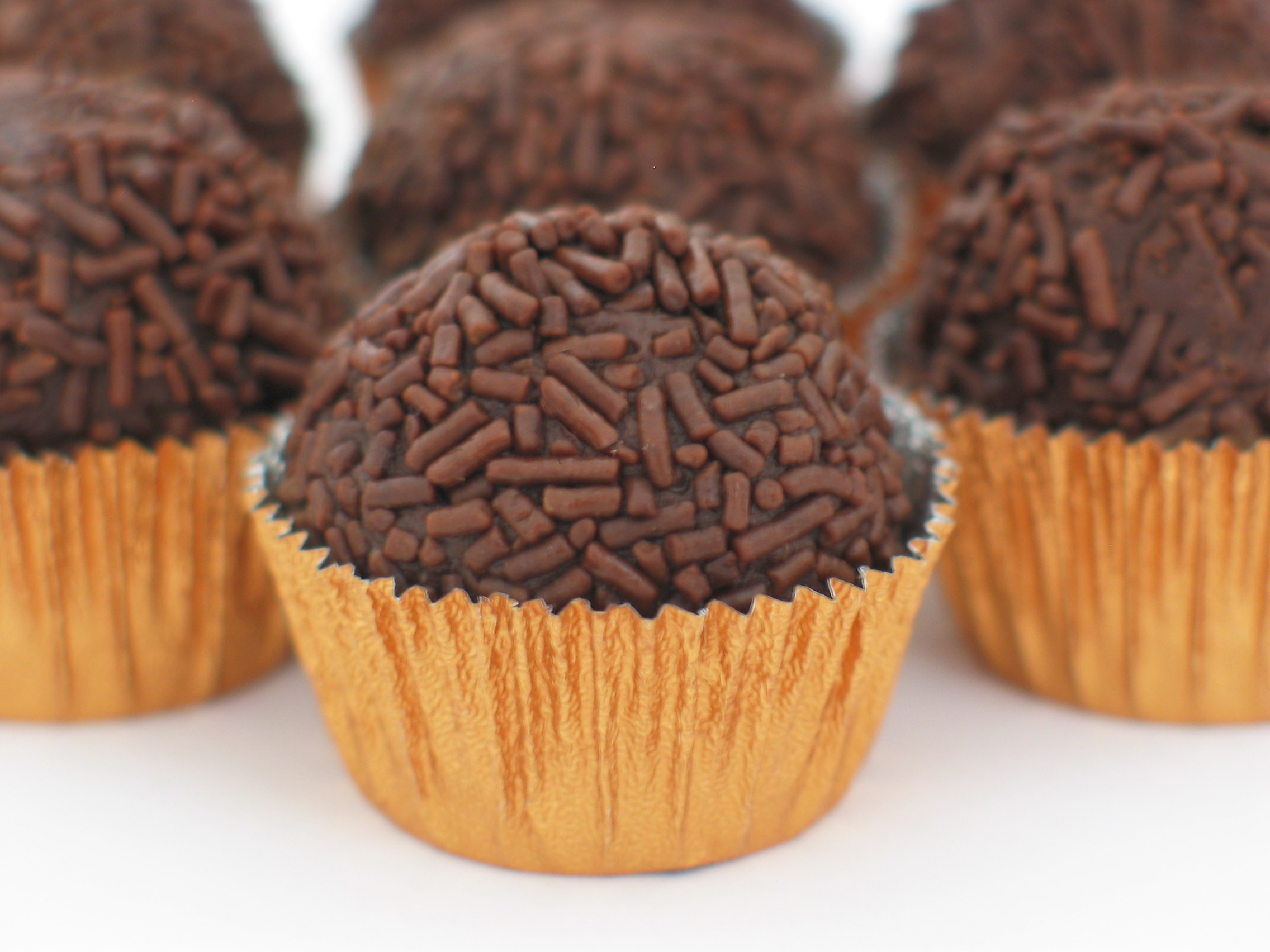
Brigadeiros.
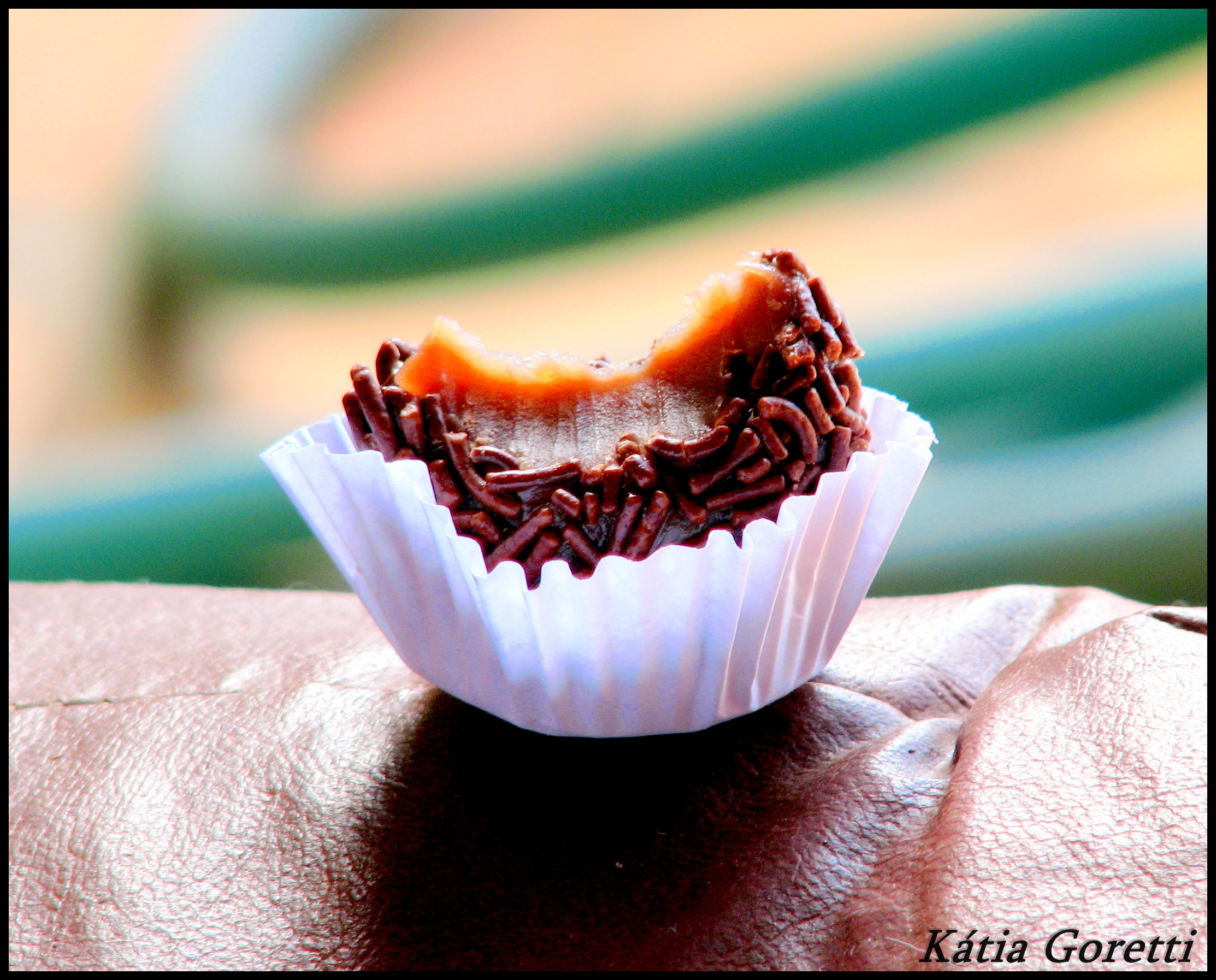
Brigadeiro, vue montrant sa consistance légère.